# Ах-Ток
Ах-Ток (майя: AJ-TO:K'-k'e «Он кремень») — последний известный правитель Канульского царства.

## Биография
Ах-Ток является преемником Чан-Пета.
Он упоминается на стеле 61, также на ней есть его портрет, по большой части разрушенный. Дата на стеле записана днём, опознанным как 12 или 13 Ajaw. Далее следует упоминание важной календарной церемонии «разбрасывания», которая, скорее всего, состоялась в 899 или 909 году (вторая дата более вероятна, потому-что она совпадает с окончанием катуна).